# Gruszów (Pałecznica)
Pour les articles homonymes, voir Gruszów.
Gruszów est une localité polonaise de la gmina de Pałecznica, située dans le powiat de Proszowice en voïvodie de Petite-Pologne.